# Arrelles
Arrelles é uma comuna francesa na região administrativa de Grande Leste, no departamento de Aube. Estende-se por uma área de 14,36 km². Em 2010 a comuna tinha 89 habitantes (densidade: 6,2 hab./km²).